# Бобылёв, Иван Александрович
Иван Александрович Бобылёв (16 [28] сентября 1886, Верхотурский уезд, Пермская губерния — 1937, СССР) — советский военный и промышленный деятель, организатор вооружённых сил на Урале.

## Биография
Родился 4 сентября (16 сентября по новому стилю) 1886 года в посёлке Висимо-Шайтанского завода (ныне — посёлок Висим) Верхотурского уезда Пермской губернии в семье доменного мастера.
Окончив училище Саратове, работал в 1906—1908 годах слесарем на заводе Ятеса в Екатеринбурге. В 1908—1910 годах служил в Русской императорской армии. Демобилизовавшись, продолжил работать слесарем на заводах Нижнего Тагила и Екатеринбурга. В 1917 году был организатором и начальником штаба 5-го района Красной гвардии Екатеринбурга, затем — командиром 1-й дружины при подавлении восстания А. И. Дутова. Летом 1918 года стал председателем Уральской ЧК, затем комиссаром военных сообщений 3-й армии, с января 1919 года — помощником командира Особого северного экспедиционного отряда, которым командовал Сергей Витальевич Мрачковский. С 1920 года Бобылёв находился на командных должностях — военком 51-й стрелковой дивизии (участник штурма Перекопа), комиссар военно-инженерного управления Приуральского военного округа, командир 7-й западной бригады, командир войсками Тюменской губернии по подавлению крестьянских восстаний. В 1922—1923 годах И. А. Бобылёв обучался на высших Академических курсах РККА. Был командиром 57-й Екатеринбургской стрелковой дивизии и начальником гарнизона Екатеринбурга.
Будучи коммунистом, являлся делегатом XI и XIII съездов РКП(б), а также многих съездов Советов. Награждён орденом Красного Знамени, приказ РВСР № 123, 1924 год.
После окончания Гражданской войны, в 1924 году, был направлен для подъёма советской промышленности. Был руководителем ряда заводов — помощник директора Первоуральского завода, директор Билимбаевского завода, директор Чернореченского химического завода им. Калинина Нижегородской губернии. Окончил Промышленную академию при Высшем совете народного хозяйства, после чего был направлен работать в Казахстан.
Был арестован по делу С. В. Мрачковского 23 августа 1936 года в Алма-Атинской области Казахской ССР; обвинялся по статье 58, п. 7, п. 8, п. 11 УК РСФСР. Был осуждён 14 октября 1937 года и приговорён к высшей мере наказания. Реабилитирован 26 апреля 1958 года.